# Bertrams hotell
Bertrams hotell är en kriminalroman skriven av Agatha Christie och kom ut 1965. Den handlar om amatördetektiven Miss Marple som bor på ett exklusivt hotell som står i centrum för ett mystiskt försvinnande.
Recensioner vid tidpunkten för publiceringen ansåg att upplösningen var för långsökt, men att den har "fenomenal entusiasm och ger en någorlunda ombonad läsning". En annan recensent kallade den "ett genialt mysterium" som byggde på Christies skickliga skrivstil. En recension 1990 tyckte att handlingen var "knarrig" men berömde "hotellatmosfären" som "förmedlas och används mycket väl". Karaktären Elvira Blake var vältecknad och den noggranna beskrivningen av hur äldre människor ser ut 1965 jämfört med tidigare epoker, visade att Christies "skarpa öga inte hade försvagats".

## Handling
Miss Marple tar en två veckors semester i London på Bertram's Hotel, ett etablissemang som är känt för sin samvetsgrant autentiska rekreation av den edvardianska eran, med tillägg av moderna bekvämligheter. Medan hon dricker te med sin väninna Lady Selina Hazy, observerar Miss Marple de andra gästerna: den berömda äventyrerskan Bess Sedgwick; hennes dotter Elvira Blake med Elviras förmyndare överste Luscombe; prästen Pennyfather och racerföraren Ladislaus Malinowski.
Under sin vistelse på hotellet känner Bess igen hotellkommissarien Michael Gorman, som hon tidigare hade ett förhållande med. Utan att de vet om det råkar Miss Marple och Elvira höra detaljer om deras förflutna i Ballygowlan.
Elvira gör upp en plan med sin vän Bridget för att få pengar till att flyga till Irland av oklara skäl. Hon besöker advokaten Richard Egerton, en av hennes förvaltare, för att ta reda på storleken på sitt arv och vem som får det om hon dör. Han berättar för henne om den stora rikedom som väntar henne.
Prästen Pennyfather försöker resa till Luzern för en konferens. Han tar dock fel på dag och missar evenemanget. När Pennyfather återvänder till Bertram sent på kvällen stör han en inkräktare i sitt sovrum. Några timmar senare rånas det irländska posttåget. Några vittnen till rånet berättar att de sett Pennyfather på tåget.
När prästen inte återvänder hem på flera dagar senare polisanmäls hans försvinnande. Kommissarie Campbell och kommissarie Davy besöker Bertrams för att undersöka prästens försvinnande, samt den serie rån som Davy börjar misstänka kan ha något samband med hotellet.
Efter att inspektören frågat ut alla på hotellet träffar Davy Miss Marple. Hon berättar för Davy att hon sett Pennyfather tillbaka på hotellet efter att han förmodligen hade åkt till Luzern. Prästen visar sig vara vid liv efter att ha hittats medvetslös och vårdats tillbaka till hälsa av några barmhärtiga samariter. Han har dock inget minne av att han tidigare varit på flygplatsen på väg till Luzern.
På Miss Marples sista dag på hotellet blir Gorman skjuten med Malinowskis pistol. Elvira Blake säger att han skyddade henne från skottlossningen från en okänd gärningsman.
Med Miss Marples hjälp upptäcker Davy kopplingarna mellan Bess Sedgewick, Micky Gorman, Elvira Blake och Ladislaus Malinowski och sanningen om Bertram's Hotel. Det är hemmabasen för ett sofistikerat kriminellt gäng som begår storskaliga rån samtidigt som de utger sig för att vara framstående hotellgäster. Miss Marple inser att hon såg en dubbelgångare, en yngre man som var mycket lik Pennyfather på hotellet den kvällen. Detta väcker Pennyfathers minne; Han minns att han såg sig själv sitta på en stol i sitt eget hotellrum precis innan han slogs medvetslös. Gänget hade förväntat sig att Pennyfather skulle befinna sig i Luzern och hade skickat en dubbelgångare för att ersätta honom och delta i tågrånet.
Davy och Miss Marple konfronterar Bess Sedgwick som iscensättare av de våghalsiga rånen, tillsammans med hovmästaren Henry och Ladislaus Malinowski när snabba bilar behövdes. Hotellpersonalen samarbetade och ägarna skötte den ekonomiska sidan av stölderna. Det avslöjas att Bess och Gorman hade varit gifta en gång i Ballygowlan på Irland och äktenskapet annullerades aldrig, vilket gjorde Bess efterföljande äktenskap illegitima. Bess erkänner rånen, men också mordet på Gorman. Bess springer iväg, stjäl en bil och kör iväg vårdslöst och kraschar dödligt.
Miss Marple är inte övertygad om att Bess dödade Gorman, utan tror att hon täckte upp för Elvira Blake. Elvira trodde att hon skulle bli arvlös som utomäktenskaplig avkomma till en bigamist, eftersom Bess och Gormans äktenskap aldrig annullerades. Hon dödade Gorman för att hålla honom tyst. Davy tänker inte låta henne komma undan med mordet.

## Karaktärer
- Miss Marple: äldre kvinna och amatördetektiv som bor i St. Mary Mead; här är hon på semester i London.
- Mr Humfries: chef för Bertram's Hotel.
- Fröken Gorringe: arbetar i receptionen på Bertram's Hotel.
- Rose Sheldon: kammarjungfru anställd på Bertram's Hotel, som tidigare arbetat som skådespelerska.
- Lady Selina Hazy: gäst på hotellet, en vän till Miss Marple.
- Elvira Blake: vacker ung kvinna med moderiktigt långt, rakt linhår, en gäst på hotellet som återvänder till England efter att ha gått ut skolan i Italien.
- Mrs Carpenter: Elviras följeslagare på resan från Italien till England.
- Bridget: Elviras bästa vän från skolan i Italien och okänd för Elviras förmyndare. Hon bor med sin mamma på Onslow Square.
- Överste Derek Luscombe: Elviras förmyndare, följer med henne till hotellet. Han är en av tre förvaltare som förvaltar Elviras arv
- Mrs Mildred Melford: Överste Luscombes kusin som kommer att vara värd för Elvira tills hon fyller 21. Hon har döttrar i nästan samma ålder som Elvira som bor utanför London, i Kent.
- Mr Bollard: ägare till juvelerarbutiken på Bond Street som Elvira brukar besöka.
- Bess, Lady Sedgwick: gäst på hotellet, omkring 40 år gammal, och välkänd för sitt liv med våghalsiga äventyr och flera giftermål. Hon är Elviras frånskilda mor.
- Lord Coniston: Bess andra make och Elvira Blakes förmögne far. Han var mycket äldre än Bess, som lämnade honom efter att deras dotter var två år gammal. Han dog när Elvira var fem år gammal.
- Henry: eftermiddagsteets mästare – "Han sätter tonen på [hotellet]". Han är som en perfekt butler.
- Michael "Micky" Gorman: Kommissarie (dörrvakt) på Bertram's Hotel, en irländare med militär bakgrund och Lady Sedgwicks första make, som hon gifte sig med när hon var 16 år gammal i Ballygowland, Irland. Han skjuts till döds utanför hotellet.
- Richard Egerton: advokat som är en av tre förvaltare av Elviras arv.
- Guido: Elviras pojkvän när hon var i Italien.
- Kommissarie Campbell: yngre inspektör vid Scotland Yard, med uppdrag att hitta den försvunne prästen.
- Kommissarie Fred "Father" Davy: Scotland Yard-detektiv som ser kopplingen mellan fallet med den försvunna personen och de senaste storskaliga inbrotten. Han arbetar med Miss Marple.
- Sergeant Wadell: utsänd från Scotland Yard för att göra de första intervjuerna om Canon Pennyfather, den försvunna personen.
- Pastor Pennyfather: lärd präst med expertis i antika språk och Dödahavsrullarna, som också är känd för sin förmåga att helt tappa tidsuppfattningen. Han har ett distinkt utseende, som en man i sextioårsåldern med en chock av vitt hår.
- Ladislaus Malinowski: racerförare i trettioårsåldern, medarbetare och tillfällig älskare till Lady Sedgwick, som hennes dotter Elvira har förälskat sig i.
- Mrs McCrae: Pastor Pennyfathers hushållerska.
- Ärkediakon Simmons: Pastor Pennyfathers vän och gäst som tar initiativet till polisen när hans vän är försvunnen i en vecka.
- Mr Robinson: finansiell maktspelare som känner till alla aspekter av bankväsende och storfinans. Davy närmar sig honom för att ta reda på den verkliga ägaren till hotellet. Denna karaktär förekommer kort i en av Tommys och Tuppences romaner (Ödets port), en Hercule Poirot-berättelse (Katt bland duvor) och i Passagerare till Frankfurt.
- Wilhelm och Robert Hoffman: två förmögna schweiziska bröder och faktiska ägare av Bertram's Hotel. De hanterar hotellets olagliga finansiella transaktioner.